# Liste des circonscriptions législatives de La Réunion
Le département français de La Réunion est, sous la Cinquième République, constitué de trois circonscriptions législatives de 1958 à 1986, de cinq circonscriptions après le redécoupage électoral de 1986 puis de sept circonscriptions depuis le redécoupage de 2010, entré en application à compter des élections législatives de 2012.

## Présentation
Par ordonnance du 13 octobre 1958 relative à l'élection des députés à l'Assemblée nationale, le département de La Réunion est d'abord constitué de trois circonscriptions électorales. 
Lors des élections législatives de 1986 qui se sont déroulées selon un mode de scrutin proportionnel à un seul tour par listes départementales, le nombre de sièges de La Réunion a été porté de trois à cinq.
Le retour à un mode de scrutin uninominal majoritaire à deux tours en vue des élections législatives suivantes, a maintenu ce nombre de cinq sièges,, selon un nouveau découpage électoral.
Le redécoupage des circonscriptions législatives réalisé en 2010 et entrant en application à compter des élections législatives de 2012, a modifié le nombre et la répartition des circonscriptions de La Réunion, porté à sept du fait de la forte croissance et de la sous-représentation démographiques du département.

## Représentation depuis 2024
| Circonscription législative             | Création | Cantons | Communes | Député                      |
| --------------------------------------- | -------- | ------- | -------- | --------------------------- |
| Première circonscription de La Réunion  | 1958     | 7       | 1        | Philippe Naillet (PS)       |
| Deuxième circonscription de La Réunion  | 1958     | 6       | 3        | Karine Lebon (PLR)          |
| Troisième circonscription de La Réunion | 1958     | 7       | 4        | Joseph Rivière (RN)         |
| Quatrième circonscription de La Réunion | 1986     | 7       | 3        | Emeline K/Bidi (LP)         |
| Cinquième circonscription de La Réunion | 1986     | 7       | 6        | Jean-Hugues Ratenon (RÉ974) |
| Sixième circonscription de La Réunion   | 2010     | 7       | 4        | Frédéric Maillot (PLR)      |
| Septième circonscription de La Réunion  | 2010     | 8       | 6        | Perceval Gaillard (LFI)     |

## Composition des circonscriptions

### Composition des circonscriptions de 1958 à 1986

Circonscriptions électorales de La Réunion de 1958 à 1986.

À compter de 1958, le département de La Réunion comprend trois circonscriptions regroupant les communes suivantes :
- 1re circonscription : Bras-Panon, Saint-André, Saint-Benoît, Saint-Denis, Sainte-Marie, Sainte-Suzanne, Salazie.
- 2e circonscription : Les Avirons, Cilaos, Entre-Deux, L'Étang-Salé, Le Port, La Possession, Saint-Leu, Saint-Louis, Saint-Paul, Les Trois-Bassins.
- 3e circonscription : Petite-Île, La Plaine-des-Palmistes, Saint-Joseph, Saint-Philippe, Saint-Pierre, Sainte-Rose, Le Tampon.

### Composition des circonscriptions de 1988 à 2012

Carte des circonscriptions de la Réunion de 1988 à 2012

À compter du découpage de 1986, le département de La Réunion comprend cinq circonscriptions regroupant les cantons suivants :
- 1re circonscription : Saint-Denis-I, Saint-Denis-II, Saint-Denis-III, Saint-Denis-IV.
- 2e circonscription : La Possession, Le Port, Saint-Paul-I, Saint-Paul-II, Saint-Paul-III, Les Trois-Bassins.
- 3e circonscription : Les Avirons, Cilaos, Entre-Deux, L'Étang-Salé, Saint-Leu-I, Saint-Leu-II, Saint-Louis-I, Saint-Louis-II, Le Tampon-I, Le Tampon-II.
- 4e circonscription : Petite-Île, Saint-Joseph-I, Saint-Joseph-II, Saint-Philippe, Saint-Pierre-I, Saint-Pierre-II, Saint-Pierre-III, Sainte-Rose).
- 5e circonscription : Bras-Panon, La Plaine-des-Palmistes, Saint-André-I, Saint-André-II, Saint-Benoît, Sainte-Marie, Sainte-Suzanne, Salazie.

### Composition des circonscriptions à compter de 2012

Circonscriptions électorales de La Réunion depuis 2012.

Depuis le nouveau découpage électoral de 2010 pour les élections législatives de 2012, le département comprend sept circonscriptions regroupant les cantons suivants :
- 1re circonscription : Saint-Denis-I, Saint-Denis-II, Saint-Denis-III, Saint-Denis-IV, Saint-Denis-V, Saint-Denis-VI, Saint-Denis-VIII
- 2e circonscription : Le Port-I-Nord, Le Port-II-Sud, La Possession, Saint-Paul-I, Saint-Paul-II, Saint-Paul-III
- 3e circonscription : Saint-Louis-III-Cilaos, Entre-Deux, Saint-Louis-II, Le Tampon-I, Le Tampon-II, Le Tampon-III, Le Tampon-IV
- 4e circonscription : Petite-Île, Saint-Joseph-I, Saint-Joseph-II, Saint-Pierre-I, Saint-Pierre-II, Saint-Pierre-III, Saint-Pierre-IV
- 5e circonscription : Bras-Panon, La Plaine-des-Palmistes, Saint-André-II, Saint-André-III, Saint-Benoît-I, Saint-Benoît-II, Saint-Philippe, Sainte-Rose, Salazie
- 6e circonscription : Saint-André-I, Saint-Denis-VII, Saint-Denis-IX, Sainte-Marie, Sainte-Suzanne
- 7e circonscription : Les Avirons, L'Étang-Salé, Saint-Leu-I, Saint-Leu-II, Saint-Louis-I, Saint-Paul-IV, Saint-Paul-V, Les Trois-Bassins

À la suite du redécoupage des cantons de 2014, les circonscriptions législatives ne sont plus composées de cantons entiers mais continuent à être définies selon les limites cantonales en vigueur en 2010. Les circonscriptions sont ainsi composées des cantons actuels suivants :
- 1re circonscription : Saint-Denis-1 (sauf quartiers du Chaudron et Prima), Saint-Denis-2, Saint-Denis-3 et Saint-Denis-4 (sauf quartiers de Domenjod et La Bretagne)
- 2e circonscription : Le Port, La Possession, Saint-Paul-1 et Saint-Paul-2 (sauf lieu-dit Saint-Gilles-les-Hauts)
- 3e circonscription : Saint-Louis-1 (quartier Bois-de-Nèfles-Cocos), Saint-Louis-2, Le Tampon-1 et Le Tampon-2
- 4e circonscription : Saint-Joseph, Saint-Pierre-1, Saint-Pierre-2 et Saint-Pierre-3
- 5e circonscription : Saint-André-1 (sauf quartier Cambuston et commune de Sainte-Suzanne), Saint-André-2 (sauf lieu-dit Champ-Borne et quartier Chemin du Centre), Saint-André-3, Saint-Benoît-1 et Saint-Benoît-2
- 6e circonscription : Saint-André-1 (quartier Cambuston et commune de Sainte-Suzanne), Saint-André-2 (lieu-dit Champ-Borne et quartier Chemin du Centre), Saint-Denis-1 (quartiers du Chaudron et Prima), Saint-Denis-4 (quartiers de Domenjod et La Bretagne) et Sainte-Marie
- 7e circonscription : L'Étang-Salé, Saint-Leu, Saint-Louis-1 (sauf quartier Bois-de-Nèfles-Cocos), Saint-Paul-2 (lieu-dit Saint-Gilles-les-Hauts) et Saint-Paul-3